# Attentat de mars 2016 à Istanbul
Pour les articles homonymes, voir attentat d'Istanbul.
L’attentat d'Istanbul du 19 mars 2016 est un attentat-suicide à la bombe survenu dans l'avenue İstiklal, sur la rive européenne d'Istanbul, la plus grande ville de Turquie. Selon les autorités turques, l'auteur de l'attaque serait un jeune homme turc originaire de Gaziantep et membre de l'État islamique. L'explosion a fait 4 morts et une quarantaine de blessés, dont 12 étrangers.

## Contexte
Depuis son implication dans la coalition internationale en Irak et en Syrie, la Turquie est dans le collimateur de l'État islamique. Ainsi, ce dernier a commis plusieurs attentats sur le territoire turc depuis l'été 2015 : l'attentat de Diyarbakır du 5 juin 2015, l'attentat de Suruç du 20 juillet 2015, l'attentat d'Ankara du 10 octobre 2015 et l'attentat d'Istanbul du 12 janvier 2016. 
Pourtant, l’organisation terroriste n'a jamais revendiqué ces attentats, qui lui sont attribués par l'État turc, même si son magazine de propagande, Dabiq, menace ouvertement la Turquie. Pour le politologue Bayram Balci, cette absence de revendications serait « une façon de semer le trouble et la panique au sein du pays ». À l'inverse, pour le journaliste turc Kadri Gürsel, il n'y a aucune revendication puisque l'État islamique « ne veut pas donner l’impression qu’il menace la Turquie laquelle est son seul lien avec le monde », rappelons ainsi la position ambiguë du pouvoir central turc avant son implication dans la coalition internationale.
Pour le journal Le Monde, ces attentats, accompagnés de ceux du PKK, « ont plongé le pays dans un état d’alerte permanente ».

## Explosion
Le 19 mars 2016, vers 11 h 0 (heure locale), un homme déclenche sa ceinture explosive en plein cœur d'Istanbul dans l'avenue İstiklal, qui se situe près de la place Taksim à l'intersection de la rue Balo du district de Beyoğlu, devant un restaurant kebab et près d'un bâtiment de la sous-préfecture de Beyoğlu et du centre commercial Demirören,.

## Bilan humain
L'attaque a causé la mort d'au moins 5 personnes, dont l'auteur de l'explosion, et 36 blessés. Parmi les morts, on compte avant tout des ressortissants israéliens (dont 2 qui ont aussi la nationalité américaine) qui sont au nombre de 3 : Simha Siman Demri (60 ans), Yonathan Suher (40 ans) et Avraham Goldman (70 ans). Un Iranien, Ali Rıza Khalman (31 ans), est aussi mort,.  Parmi les 36 blessées figurent d'autres Israéliens, trois Irlandais, un Iranien, un Allemand et un Émirati.
| Nationalité         | Morts | Blessés | Total |
| ------------------- | ----- | ------- | ----- |
| Israël              | 3     | 6       | 9     |
| Iran                | 1     | 1       | 2     |
| Turquie             | 0     | 24      | 24    |
| Irlande             | 0     | 3       | 3     |
| Allemagne           | 0     | 1       | 1     |
| Emirats arabes unis | 0     | 1       | 1     |
| Total               | 4     | 36      | 40    |

## Enquête
Peu après l'événement, des sources officielles déclarent que l'État islamique ou le Parti des travailleurs du Kurdistan pourrait être à l'origine de l'attentat. Le préfet d'Istanbul Vasip Şahin a déclaré sur les lieux de l'attaque qu'ils s'agissait d'un attentat-suicide.
Le lendemain de l'attaque, le ministre de l'Intérieur Efkan Ala annonce que l'identité du kamikaze est Mehmet Öztürk, un militant de l'État islamique originaire de la ville de Gaziantep et né en 1992, selon l'identification de l'ADN retrouvé sur place. Cinq personnes ont été arrêtées dans le cadre de l'enquête et, selon l'agence de presse Doğan, le père et le frère du kamikaze ont été placés en garde à vue.
Selon le média Habertürk et ses analyses des images des caméras de surveillance, l'auteur de l'attentat aurait suivi le groupe de touristes israéliens avant de déclencher sa ceinture explosive.  
Par ailleurs, selon l'Agence Anadolu, trois membres présumés de Daesh (un Turc, un Irakien et un Syrien) seraient recherchés par la police turque car ils auraient pour instruction de préparer de nouvelles attaques à Istanbul. Selon le bureau du gouverneur turc, 10 autres membres présumés de l'organisation terroriste, dont un avec une ceinture explosive, ont été arrêtés le 22 mars 2016 lorsqu'ils tentaient d'entrer sur le sol turc au niveau de la frontière syrienne.

## Conséquences diplomatiques
Depuis le 23 mars 2016, le consulat du Royaume des Pays-Bas à Istanbul est fermé « momentanément et par précaution » à la suite de la réception de menaces terroristes.